# Bob & Robison
Bob & Robison é uma dupla sertaneja brasileira formada pelos irmãos José Luiz Dias, o Bob, natural de Pongai, em São Paulo, e Sidnei Dias, o Robison, natural de Goioerê, no Paraná. A dupla surgiu em 1982 em São Paulo e foi logo fazendo grande sucesso, além de adquirir muitos fãs com suas músicas que faziam sucesso nas rádios. Eles já apresentaram um programa de música sertaneja no SBT, que ia ao ar logo após o programa da dupla Chitãozinho & Xororó. Pouco tempo, depois Bob & Robison resolveram parar com a carreira, por motivos pessoais.

## Carreira
A dupla sertaneja de irmãos cantores e compositores iniciou a carreira profissionalmente em 1983. Na décadas de 80 e 90, revolucionaram o sertanejo com suas músicas românticas e dançantes com um visual diferenciado. Durante dez anos de carreira, lançaram seis álbuns. A dupla criou sua própria gravadora, a BR Discos. A interrupção da carreira durou 18 anos, de 1990 a 2008.

## Discografia
- 1984 - Toalha de Banho (Itaipu)
- 1985 - X-Salada - Vol. 02  (Voo Livre)
- 1986 - Bob e Robison - Vol. 03 (RGE)
- 1987 - Bob e Robison - Vol. 04 (RGE)
- 1989 - Bob e Robison - Vol. 05 (RGE)
- 1990 - S.O.S Coração - Vol. 06 (BR Discos)
- 2008 - A Paz Que Eu Sonhava
- 2010 - Voando Livre - Vol. 08